# Tochacatl
El tochacatl, tochácatl, toxacatl o toxácatl es un grupo de aerófonos de boquilla, de origen mexicano, cuya peculiar ejecución consiste en ser aspirado en vez de insuflado y no posee boquilla de copa, sino de tubillo de carrizo, hueso o metal.
El tochacatl prehispánico era una vara larga y recta. Posteriormente se crearon varias versiones que adaptaron elementos europeos como el pabellón del cuerno de res, al igual que diversas formas, sea alargada, enrollada en círculo u ondulada. También se construyen de diferentes materiales, como madera, hueso, metal y plástico. El común denominador de todos ellos es la técnica de aspiración y la boquilla de tubillo. 
Este instrumento se toca en celebraciones de Puebla, Guerrero, Michoacán y Tlaxcala. 